# Palatul Știrbei din Buftea
Palatul Știrbei din Buftea este un palat situat la 20 de kilometri de București.
Barbu Dimitrie Știrbei, domnitor al Țării Românești a început în 1850 construcția palatului de la Buftea ca o culă, prevăzută cu două tuneluri de ieșire în caz de primejdie. Urmașii săi au adăugat acestei clădiri încă două etaje și i-au adus o serie de modificări importante, în ton cu moda arhitectonică a acelor ani, și anume stilul Tudor. Palatul a fost terminat, în linii mari, de fiul său Alexandru B. Știrbei, în 1863.
Palatul Știrbei a fost construit după planurile arhitectului Joseph Hartl, lucrările fiind supervizate de Michel Sanjouand, care construise și Palatul Știrbei de pe Calea Victoriei din București.

## Situația palatului în Primul Război Mondial
În 1916, în Primul Război Mondial, palatul a fost loc de refugiu pentru Regina Maria împreună cu cinci dintre cei șase copii ai săi. Îi plăcea să călărească în pădurea domeniului și să se plimbe cu copiii.
În 1917, în Palatul rechiziționat de armata germană și-a stabilit locuința Mareșalul August von Mackensen și tot aici a fost negociată pacea cu Puterile Centrale Pacea de la Buftea, semnată  la 5/18 martie 1918, prin care România pierdea Dobrogea și versanții Carpaților.
Clădirea a fost mărită treptat de-a lungul timpului, ultima extindere având loc după Primul Război Mondial. Într-o fotografie din 1920 se vede cum ultimul nivel al părții dinspre sud-est a fost completat cu noi spații de locuit, rezultând numărul actual de camere. La parter, de o parte și de alta a unui vestibul legat de scara principală din lemn erau dispuse sălile de recepție, sufrageria, salonul mare, biblioteca, salonul de muzică. La primul etaj erau camerele stăpânilor, iar la etajul al doilea, camerele invitaților și ale personalului superior. Bucătăria era la demisol.

## Situația palatului după al Doilea Război Mondial
La sfârșitul anului 1957, parcul lui Stirbei, cu o suprafață de 30 ha, cu arbori seculari și palatul au devenit proprietatea guvernului și al Comitetului Central al PCR. Între 1958-1959 au avut loc lucrări de reparații, refaceri și restaurări ale diferitelor elemente ale fațadelor și ale interioarelor Palatului, realizate după proiectul arhitecților Robert Voll și Agripa Popescu. La exterior s-au refăcut acoperirea cu tablă, tencuielile tuturor fațadelor, au fost completate profilaturile din cărămidă aparentă și piatră, iar structura de zidărie portantă a fost consolidată.
Proprietatea, care a aparținut familiei princiare Știrbei, cuprinde Palatul Știrbei, structurat pe patru nivele (D+P+2E), cu o suprafață construită de 2.000 mp, repartizați în mod egal (500 mp construiți/nivel) și compus din 7 apartamente, 2 camere duble și 2 săli de conferință. Lângă palat se găsesc capela, serele domnești, care se întind pe aproape 3 hectare, turnul de acces, turnul de apă și Palatul Mic, o construcție de 300 mp, repartizați egal (S+P), ce adăpostește 6 camere și alte anexe., pădure și Lacul Buftea. Imediat după alungarea tuturor Știrbeilor din țară, odată cu venirea comuniștilor la putere, palatul a găzduit o parte a Institutului de geriatrie "Ana Aslan", servind și ca depozit de vinuri și casă de oaspeți pentru Nicu Ceaușescu
.
Prin Hotărârea nr. 115 din 7 februarie 1990 a Guvernulului României, privind aplicarea Decretului-lege nr. 30/1990 în legătură cu trecerea patrimoniului partidului comunist român în proprietatea statului, semnat de Petre Roman, publicată în Monitorul Oficial nr. 148 din 30 iunie 1992, Castelul Buftea, inclusiv mijloacele fixe și obiectele de inventar aferente, au trecut în administrare la Ministerul Culturii.
Prin Hotărârea Guvernului nr. 854 din 28 septembrie 2000, privind organizarea și funcționarea Regiei Autonome "Administrația Patrimoniului Protocolului de Stat", publicată în Monitorul Oficial nr. 492 din 9 octombrie 2000, "Complex Buftea" situat în orașul Buftea, str. Stirbei Voda nr.36, jud. Ilfov, compus din: Palatul Știrbei, Capela Știrbei, Vila Știrbei, Clădire poartă, Clădire administrație, Construcții speciale, Parc, lac cu terenul aferent a trecut în administrarea RAAPPS și a fost deschis publicului.
Moștenitorii legali ai palatului și domeniului, descendenți ai Principelui Barbu Știrbei, sunt Costinescu Tătăranu Alexandru Barbu, Costinescu Petre Nicolae, Costinescu Tătăranu Gheorghe, Flondor Iancu, Flondor Mircea, Pană Maria Barbara și Hiott Constantin. Cel care s-a ocupat de vânzarea palatului este baronul austriac Jakob Kripp, soțul Ilenei Costinescu Tătăranu, fiica primului moștenitor enumerat aici. În 2006, domeniul Știrbey a fost retrocedat moștenitorilor familiei prințului Știrbey, prin decizie a Curții Europene a Drepturior Omului. Astfel, peste două treimi din domeniul public care aparținea Primăriei Buftea, printre care și Palatul Știrbey, au trecut în proprietatea moștenitorilor, iar palatul a fost închis pentru public.
Ministerul Culturii și Cultelor a analizat posibilitatea cumpărării Palatului Știrbey, însă prețul solicitat de proprietari, de opt milioane de euro, i-a determinat pe oficialii ministerului, care avea drept de preemțiune, să refuze achiziția, în luna august 2006.
În anul 2007, palatul a fost vândut firmei Bucharest Arena pentru 9 milioane de euro, și aceasta a amenajat în clădire un restaurant de cinci stele și spații de cazare în regim exclusivist.
Pe data de 19 aprilie 2010, firma Bucharest Arena, care are printre acționari pe senatorul PSD Ion Moraru și foști angajați la Secretariatul General al Guvernului, a cerut insolvența la Tribunalul București, dar și-a retras cererea după numai o zi.

## Capela Sfânta Treime

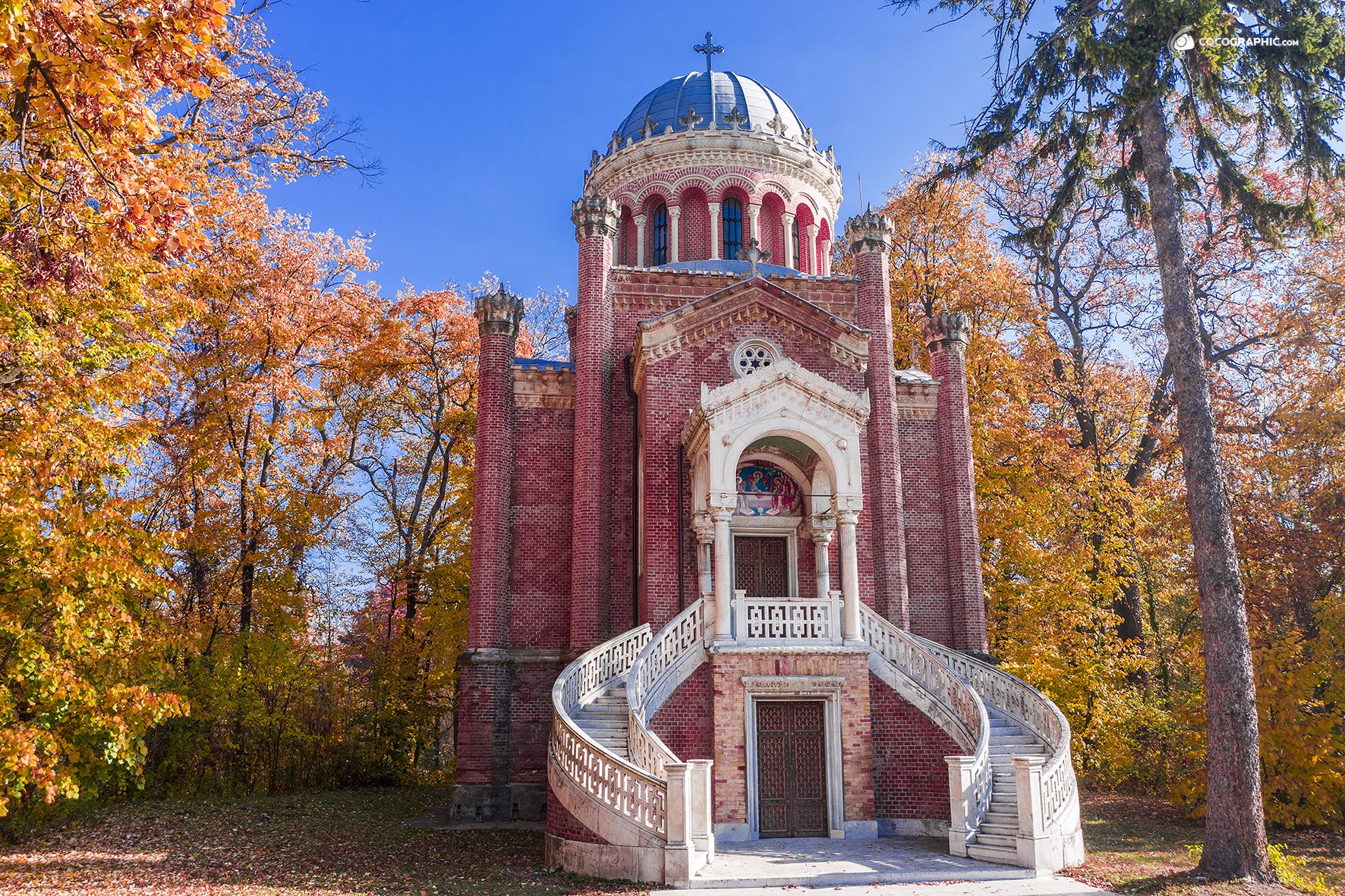
Capela Sfânta Treime a Palatului Știrbei

Alături de palat, în 1891 a fost construită capela familiei, într-un stil eclectic (mix de neoromânesc, neobizantin, cu mici influențe neogotice), după proiectul arhitectului austriac baron Theophil von Hansen, de origine daneză, cu altar și gropniță, în care se găsesc mormintele domnitorului Barbu Dimitrie Stirbey Voievod, al prințului Barbu Alexandru Stirbey și ale rudelor acestora. Din pictura executata în 1890 de Gheorghe Tattarescu, rudă cu familia Știrbeilor, au mai rămas doar fragmente din pictura Maica Domnului cu Isus în brațe, restul picturilor și textul “Acest sfânt lăcaș fondat de Vodă Barbu Știrbei și soția sa Elisaveta s-a terminat de fiul lor Alexandru Barbu Știrbei în anul 1890”, fiind pierdute.
Accesul în capelă se face pe o scară monumentală compusă din două rampe de formă semicirculară, construite din marmură de Carrara.
În Capela Palatului, care cuprinde un cumul de elemente gotice, bizantine și renascentiste, au fost înhumate următoarele persoane din Neamul Știrbeilor:
- Voievodul Barbu Dimitrie Știrbei, domn al Țării Românești de la 1849-1856, născut la Craiova în 1799, decedat la Nisa la 1.04.1869;
- Prințul Barbu Alexandru Știrbei, născut 4.11.1872, decedat 24.03.1946;
- Maria D. Știrbei, născută 26.02.1876, decedată 5.04.1885 la Paris;
- Contesa Marta de Blome, născută Dimitrie B. Știrbei, la 23.04.? la Paris, decedată 2.09.1925 la Câmpina;
- Dimitrie Barbu Știrbei, născut 5/17.04.1841 în București, decedat la Castelul Voila din Câmpina;
- Ioana Ecaterina Radu Rosetti, născută Știrbei, la 10.06.1885 la Buftea, decedată 27.03.1914 la București;
- Elisabeta Știrbei, născută Cantacuzino - Pașcanu, în 1805, decedată la Geneva, 5.09.1874;
- Nicolae N. Ghica - Comănești, decedat 9.05.1907;
- Maria Știrbei, născută Ghica, la 6.05.1851, decedată la 10.07.1885;
- Alexandru Barbu Știrbei, născut la 1.08.1837, decedat la 1.03.1895;
- Zoe Cretzianu, născută Știrbei, la 25.07.1874, decedată la 25.02.1896;
- Elena de Reinek, născută Știrbei, la 1.07.1871, decedată la 29.03.1897.

În 1992, în capela familiei Știrbei regizorul Francis Ford Coppola a filmat câteva scene din filmul „Dracula”.
În 2002 capela a fost spartă și sicriele vandalizate de către niste băieți de 15-16 ani. Căutau aur, pietre prețioase, odoare bisericești, neștiind ca domnitorul Dimitrie Știrbei și nici urmașii lui nu au fost înmormântați astfel împodobiți. Din cele 12 sicrie, în care odihneau descendenți și rude ale celebrului neam, au mai rămas întregi doar trei. În spatele capelei, într-un fel de groapă comună, sunt aruncate de-a valma fragmente de oase, mâini, picioare, un craniu intact, altul zdrobit, sicrie sparte, cărămizi, lemne, toate înecate în gunoi.

## Castelul de apă

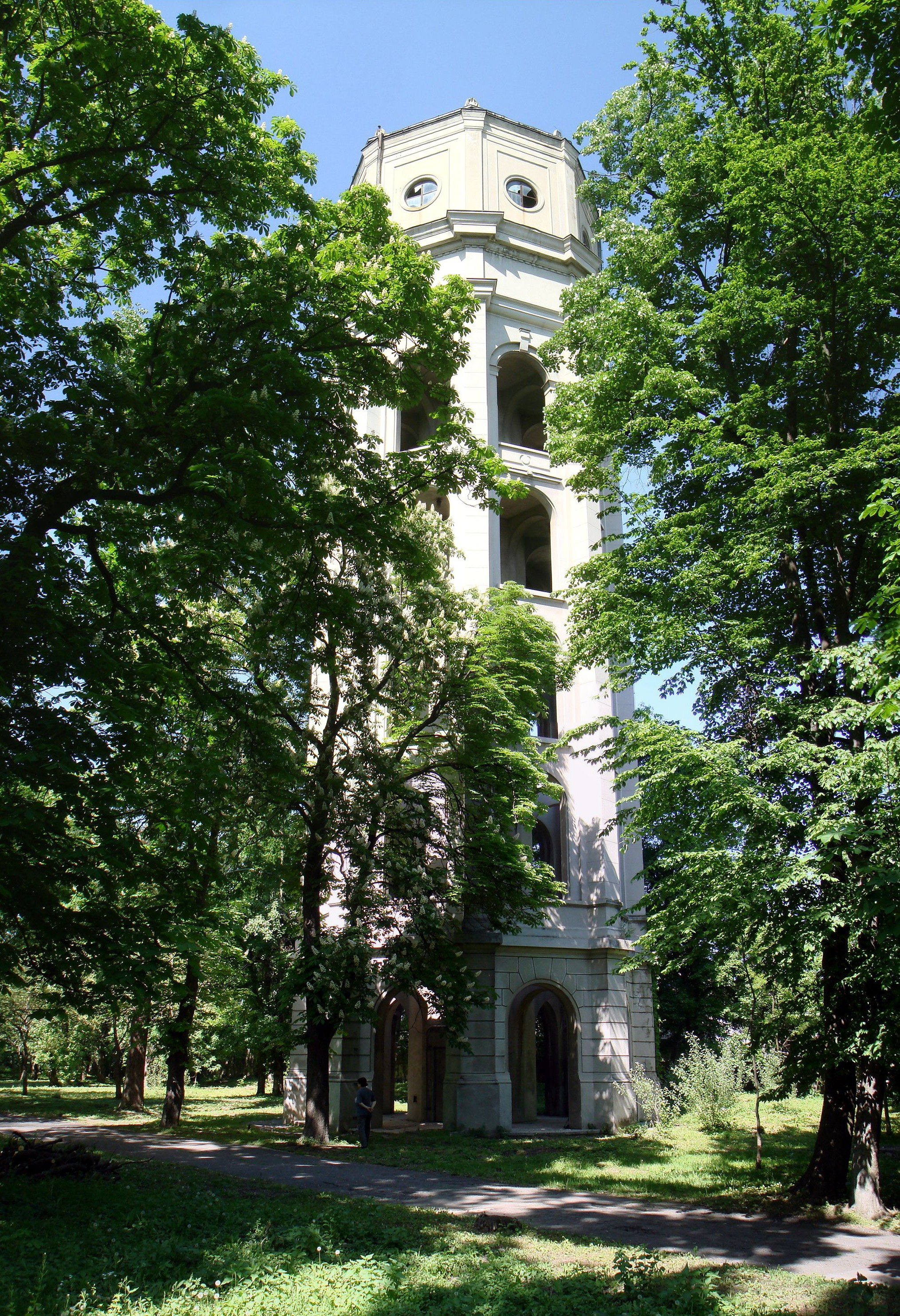
Castelul de apă

Castelul de apă se află în partea de nord-est a parcului. A fost realizat în anii 1920, după proiectele arhitectului Anghel Saligny, pentru înmagazinarea apei necesare domeniului familiei Știrbey. Castelul are o arhitectură specifică vremii sale, fiind decorat cu elemente clasicizante, ce fac dintr-o construcție cu funcțiune strict utilitară, un obiect de interes arhitectural. Particularitatea castelului de apă rezidă în arhitectura sa, care disimulează scheletul de beton armat, printr-o ordonanță clasicizată, mult simplificată. În ansamblul său, compoziția arhitecturală respectă cele trei elemente ale oricărui ordin – bază, fus, capitel, succesiune frecvent întâlnită în toate categoriile de clădiri publice. Parterul este tratat drept soclu al clădirii. Partea principală, dezvoltată pe patru niveluri, are ca element arhitectural principal pilastrul, aflat decroșat în fața fiecărui stâlp al structurii. Legăturile dintre pilaștri se fac prin arce suprapuse. Această ordonanță se dezvoltă pe patru niveluri, în afară de parter și este terminată cu un atic intermediar. Partea de sus a castelului de apă este tratată tot cu decorație clasicizantă, printr-un relief discret de pilastratură de dimensiuni reduse și o nouă împărțire a suprafeței dintre pilaștri.

## Lacul
Lacul artificial din parc adăpostește rațe, gâște și câteva lebede. Podul peste lac este o "moștenire" lăsată de o echipa de filmare engleză, care a turnat cu ani în urmă un film, folosind lacul ca decor.

## Evenimente istorice
- Mihail Sadoveanu venea aici să pescuiască.
- Nikita Sergheevici Hrușciov a stat aici în timpul celebrei sale vizite de 6 zile, începută la 26 octombrie 1959, când s-a luat decizia retragerii trupelor sovietice din România.

## Galerie de imagini

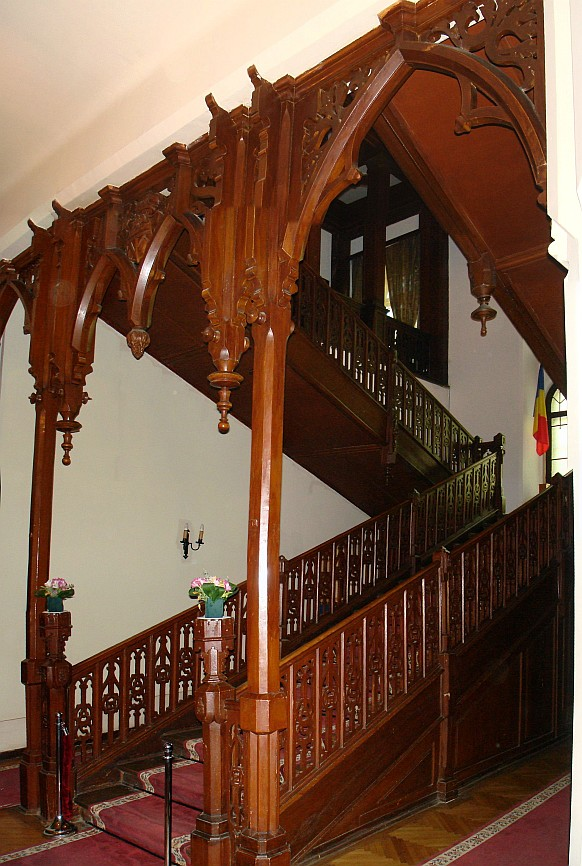
Scara interioară văzută de la parter
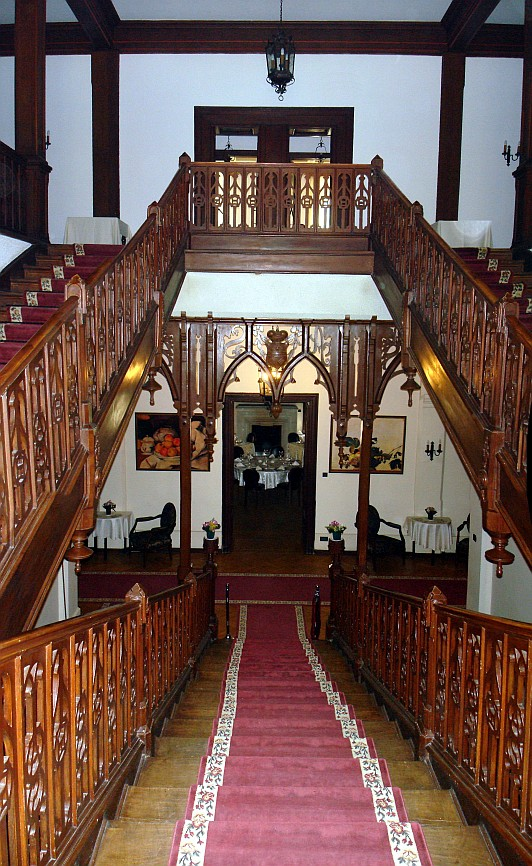
Scara interioară
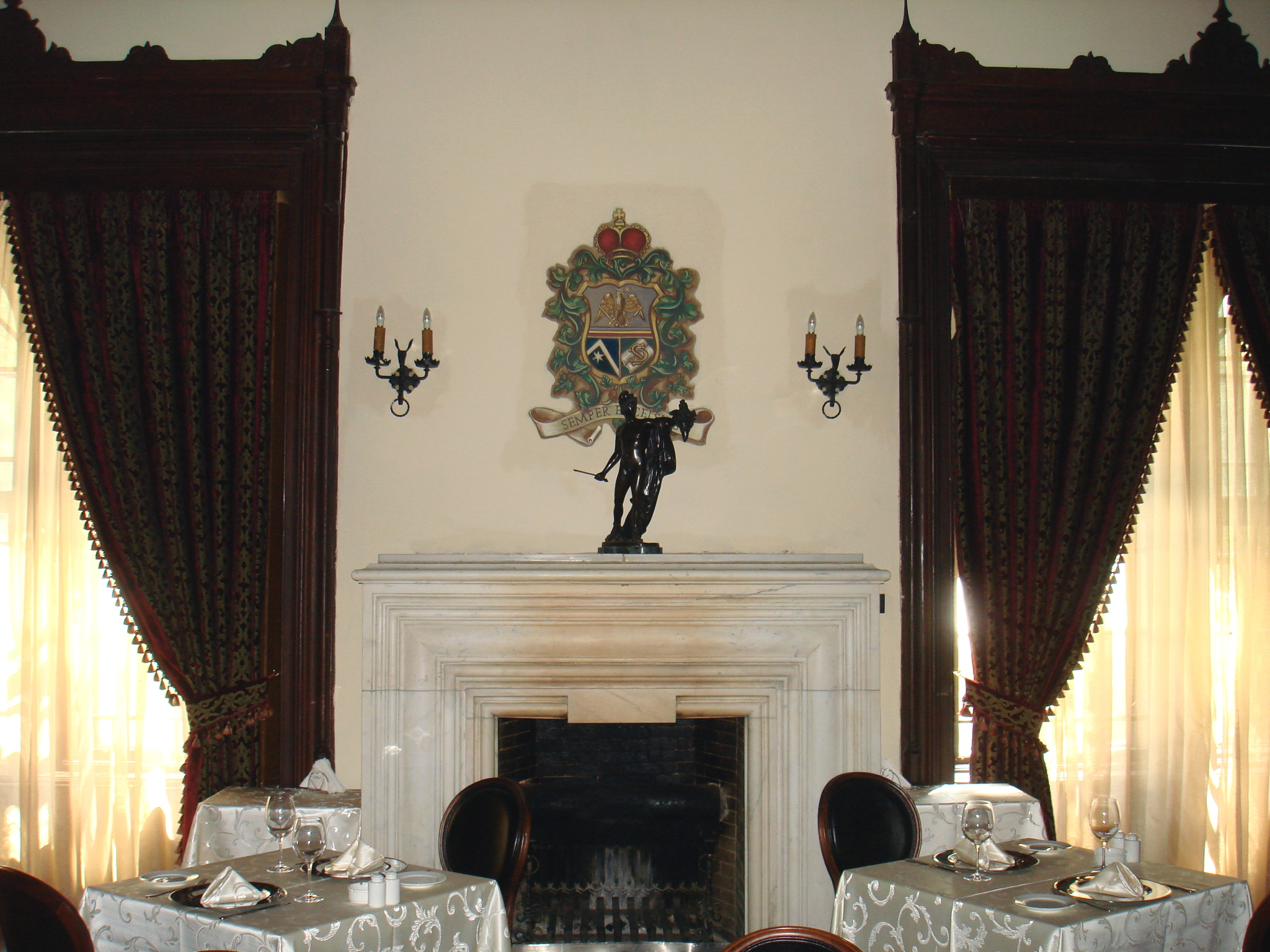
Şemineu
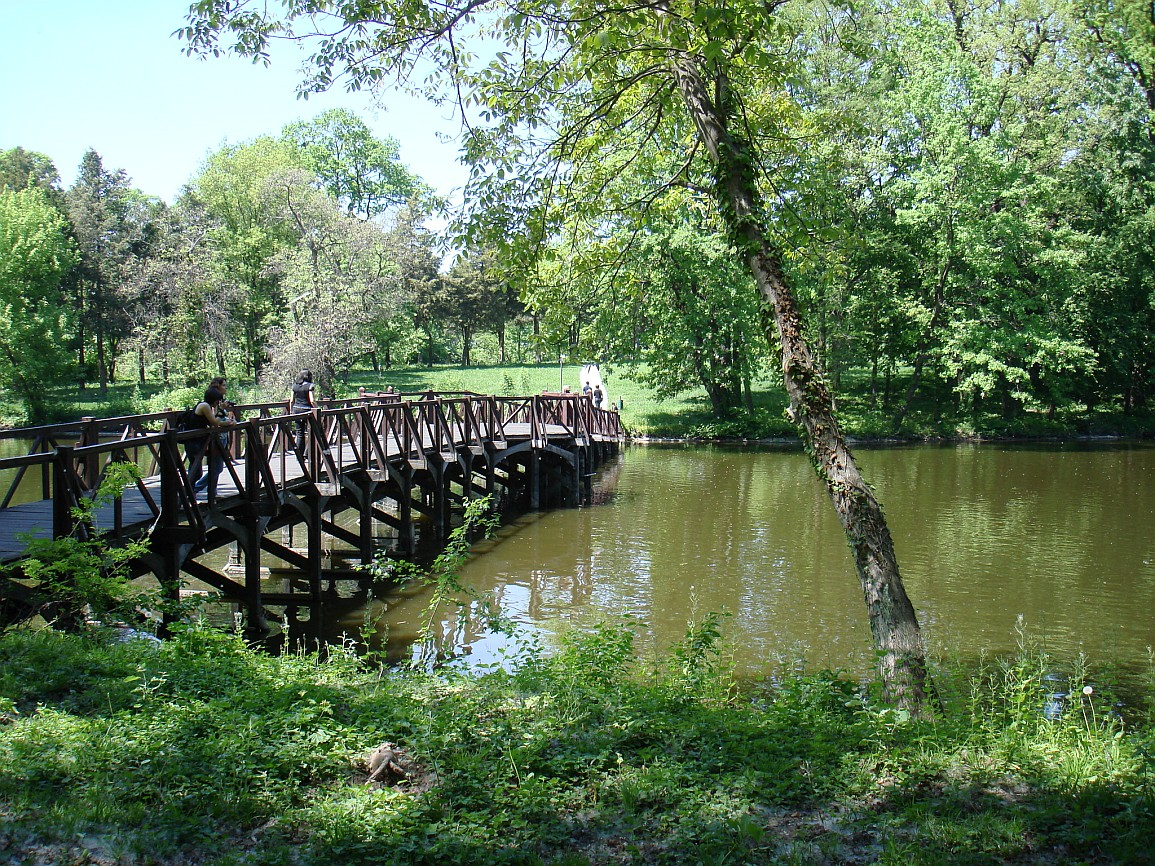
Podul peste lacul artificial din parc
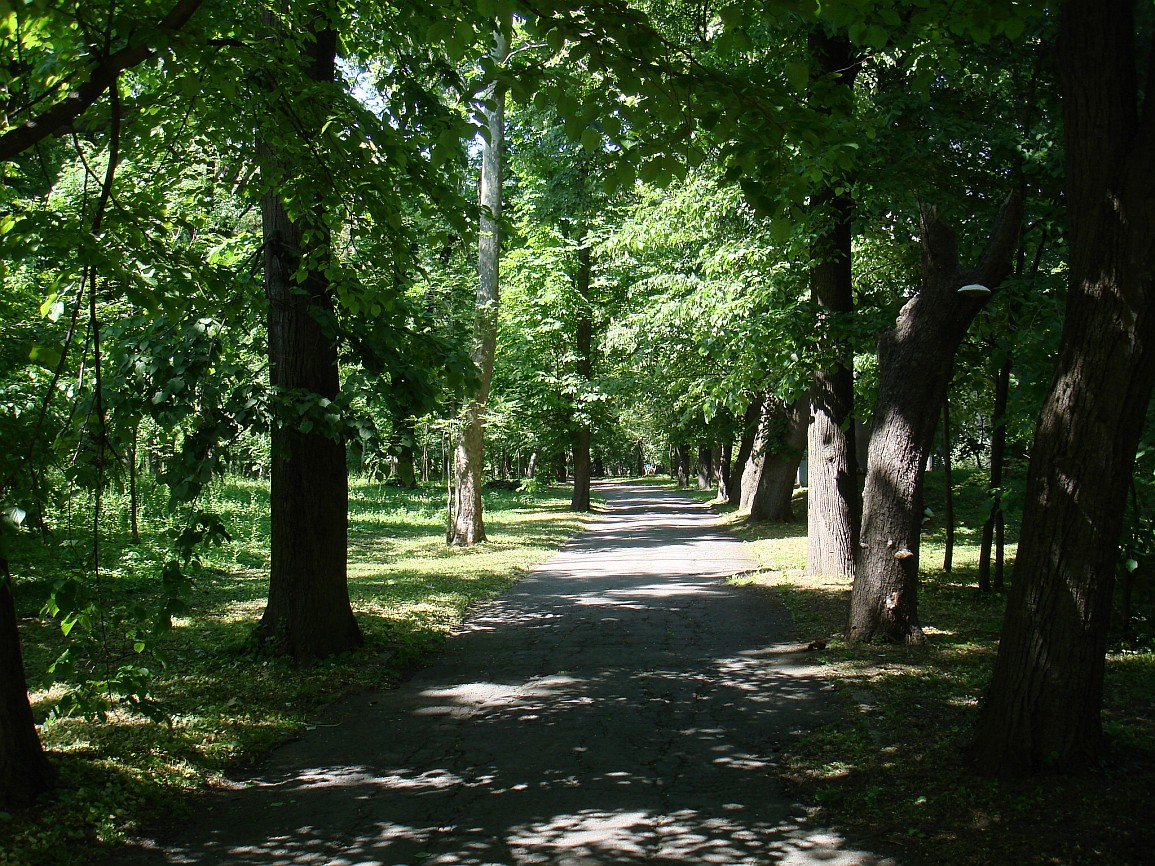
Alee în parcul palatului